# 이원석 (기업인)
이원석(1976년 6월 17일 - )은 대한민국 출신의 기업가로 온라인 교육사이트 탑스쿨을 운영하고 있는 (주)씨엔텍소프트의 대표이사이다.
2003년 11월 매일경제의 기사에 따르면 (주)아이리치웨이에서 전무이사로 근무하면서 일반인들의 재테크 교육을 위해 경제 시뮬레이션 게임을 개발하여 세미나를 개최하였다..
2009년 6월 데일리안의 기사에 따르면 온라인 교육사이트 탑스쿨은 업계 최초로 스터디 플래너 제도를 도입하였다..

## 약력
- 2002년 (주)누리 정보 시스템 대표이사
- 2004년 (주)아이리치웨이 전무이사
- 2009년 (주)씨엔텍소프트 대표이사

## 가족 관계
- 부인 신정화
- 자녀 이승미

## 같이 보기
(주)씨엔텍소프트 관련
- 탑스쿨